# 加告茲人
加告茲人，又译加高茲人，又称尕尕乌孜人、嘎嘎乌孜人（Gök-Oğuz，蓝部落的意思），是突厥人的一支（波兰人说他们是塞尔柱人一部分），早先居住在鄂圖曼帝國，但他們不信奉伊斯蘭教，因此他們在18世紀至19世紀，越過多瑙河，遷移至比薩拉比亞。
關於加告茲人的起源有許多不同的假設，在20世紀初，一位保加利亞歷史學家統計了關於其起源的19種不同理論。幾十年後，加告茲人民族學家MN Guboglo將這個數字增加到21個。在其中一些理論中，加告茲人被描述為佩切涅格人、庫曼人-欽察或塞爾柱突厥人的氏族的混合體。其他人則完全懷疑加告茲人是否有突厥血統，並聲稱他們是突厥化的保加利亞人或希臘人。
目前加告茲人多信奉東正教，主要居住在保加利亚、罗马尼亚東北、摩爾多瓦南部和烏克蘭西南部的一些地區。在希腊、巴西、美国、拉脫維亞、格魯吉亞、白俄羅斯、土耳其、土庫曼斯坦也有分布。加告茲人的風俗習慣和斯拉夫人相似。現在，加告茲人的總人口在25萬人左右。加告茲人以加告茲語為母語。加告茲语属突厥語烏古斯语支。
加告茲人在1990年成立了加告茲共和國。加告茲共和國在1994年解體，同年12月成立加告兹自治领土单位。他們在烏克蘭敖德萨、俄羅斯的卡巴爾達-巴爾卡爾共和國、哈薩克、吉爾吉斯、乌兹别克也有分布。有人說他們是保加爾人與烏古斯人後人（也有人说他们是突厥化保加利亚人），他們的語言與土耳其語也是烏古斯語支（突厥語西南語支）。